# Osteospermum jucundum
Osteospermum jucundum là một loài thực vật có hoa trong họ Cúc. Loài này được (E.Phillips) Norl. mô tả khoa học đầu tiên năm 1943.